# Súper TC2000
El Súper TC2000, oficialmente  Campeonato Argentino y CODASUR de Súper TC2000, fue un campeonato argentino de automovilismo de velocidad. Fue ideado a mediados de 2011 y oficialmente inaugurado en 2012, siendo presentado como una reformulación tecnológica de la tradicional categoría Turismo Competición 2000, la cual a partir del año 2012 pasó a tener un campeonato soporte llamado TC2000. Su creación supuso una revolución tecnológica en el ámbito del automovilismo argentino, a partir de la decisión de equipar a los coches de la categoría con unidades impulsoras V8, provistas por el fabricante británico Radical Performance Engines. Estos impulsores, fueron finalmente reemplazados a partir del año 2019 por nuevas plantas provistas por el fabricante francés Oreca, siendo estas de 4 cilindros en línea y turboalimentadas.
La creación de esta nueva divisional contó también con el apoyo de las principales automotrices con operaciones en Argentina, como Toyota, Chevrolet, Peugeot o Renault. Al mismo tiempo, la presencia de los más reconocidos pilotos argentinos a nivel nacional ayudó al asentamiento de la nueva divisional, contando con campeones nacionales como Agustín Canapino, Facundo Ardusso o Matías Rossi, a la vez de haber contado con la presencia de pilotos de trayectoria internacional como José María López, Esteban Guerrieri o Néstor Girolami.
En su constante renovación, además de innovar en la faz tecnológica, también supo experimentar en lo deportivo al aplicar diferentes formatos de competencia, incluyendo el desarrollo de clasificaciones estilo Súper 8 (o eliminación mano a mano), clasificación con penalizaciones por posición de campeonato, carreras con paradas obligatorias en boxes o Vuelta Joker (vuelta con camino alternativo).
Tras haberse corrido el campeonato de la temporada 2021, a comienzos de 2022 se produjo la compra del 100% del paquete accionario del Turismo Competición 2000, por parte de la empresa Tango Sports Team, propiedad de los hermanos Diego y Alejandro Levy, a la empresa AutoSports S.A., propiedad del Grupo Clarín. Tras esta adquisición, se anunció para 2022 el cese de las actividades del Súper TC2000 como categoría principal y la reutilización de las siglas TC2000 para nuevamente identificar a la división superior.

## Historia
A mediados del año 2011, TC2000 presentó un ambiciosos proyecto de reformulación para su categoría, el cual constaba de la implementación de motores V8 para su parque automotor. El objetivo de su presidente Pablo Peón fue el de crear la categoría tecnológicamente más avanzada y la más potente de Sudamérica. Para ello, decidió tomar contacto con la empresa británica de motores Radical Performance Engines, la cual le terminaría garantizando la entrega de una partida de motores marca RPE de 8 cilindros en V y capaces de generar 430 HP a 11.000 RPM. La decisión de implementar estos motores fue al principio acompañada por todas las terminales automotrices que tuvieran base en Argentina, sumada Honda que traía sus productos del Brasil. Sin embargo, a finales de ese año y tras conocerse que para el requerimiento de estas plantas impulsoras, se prescidirían de los servicios de Oreste Berta (proveedor de los motores Duratec by Berta desde 2009) en el armado y provisión de motores, Ford Motor Argentina tomaría la histórica decisión de abandonar la categoría, disconforme con esta determinación que a priori, perjudicaba los intereses de la marca dentro de la categoría. Unos meses después, sería Fiat quien seguiría sus pasos, dejando su representación solo a la categoría telonera Fiat Linea Competizione. Ambas decisiones provocarían un fuerte cimbronazo dentro de la historia de la categoría, dado que se trataba de dos de las marcas más tradicionales del automovilismo argentino y siendo Ford la máxima campeona de TC2000.
Con todos estos ingredientes, se continuó en el desarrollo de las nuevas unidades, siendo estas preparadas con los nuevos impulsores y un nuevo sistema de transmisión que reemplazaba la clásica palanca de cambios al piso, por dos levas de contacto en el volante, símil a lo utilizado en Fórmula 1. 
El motor era un V8 diseñado a partir de la unión de dos block de motor de motocicleta Suzuki Hayabusa de 1350 cm³, haciendo un total de 2700 cm³. Y en cuanto al peso de dicha planta impulsora (comparado con el antiguo Duratec by Berta), este V8 posee un peso total de 80 kg, 20 kg menos que el anterior impulsor de 4 cilindros en línea. En cuanto a la configuración de los motores, están dispuestos en forma transversal en la parte delantera, y la tracción de estas unidades es delantera.
A todo esto, el exceso de capacidad nominal de los motores respecto al nombre original de la categoría, sumado a la superioridad tecnológica de estas unidades respecto a las anteriores, hicieron que desde la dirigencia se proposiera la creación de dos divisionales dentro del Turismo Competición 2000. En primer lugar se decidió continuar desarrollando campeonatos con las antiguas unidades equipadas con motores Duratec by Berta (motores que fueron comprados por la categoría luego de la recisión del contrato de Oreste Berta), manteniendo la clásica denominación de TC2000. Mientras que la nueva divisional, creada a partir de los nuevos bólidos con motor V8, fue denominada Súper TC 2000, siendo de esta forma la categoría tecnológicamente más avanzada del continente sudamericano.
El bautismo de fuego del Súper TC2000 tuvo lugar el 11 de marzo de 2012 en el Autódromo Oscar Cabalén del Alta Gracia, con triunfo para el campeón 2011 de TC2000 Matías Rossi, al comando de un Toyota Corolla, mientras que el primer campeonato fue ganado por el cordobés José María López, quien se consagró con un STC2000 Ford Focus II de la escudería PSG-16 Team, habiendo competido previamente para el Pro Racing, al comando de un STC2000 Fiat Linea.
En el año 2013 se produce el regreso de Fiat Argentina de manera oficial, quien toma como base de operaciones al equipo campeón PSG-16 Team. De esta manera, las terminales con representación oficial pasaban a ser seis, además de contarse la continuidad de las unidades Ford Focus II por parte del PSG, pero conformando una unidad satélite particular. Al mismo tiempo, el Escudería FE de Rubén Salerno reafirmaría su presencia como representante particular de la marca Volkswagen poniendo en pista dos unidades Volkswagen Vento II. Asimismo, esta temporada presentaría un mayor número de escudería participantes, entre oficiales y particulares. En cuanto a la resolución del campeonato, esta temporada tuvo a Matías Rossi como nuevo campeón de esta divisional y al mismo tiempo, sumando la cuarta corona de su cosecha personal en la categoría en general. Asimismo, le daría a Toyota su primer título de pilotos, a la vez de llevarse los campeonatos de equipos y marcas.

## Galería de imágenes

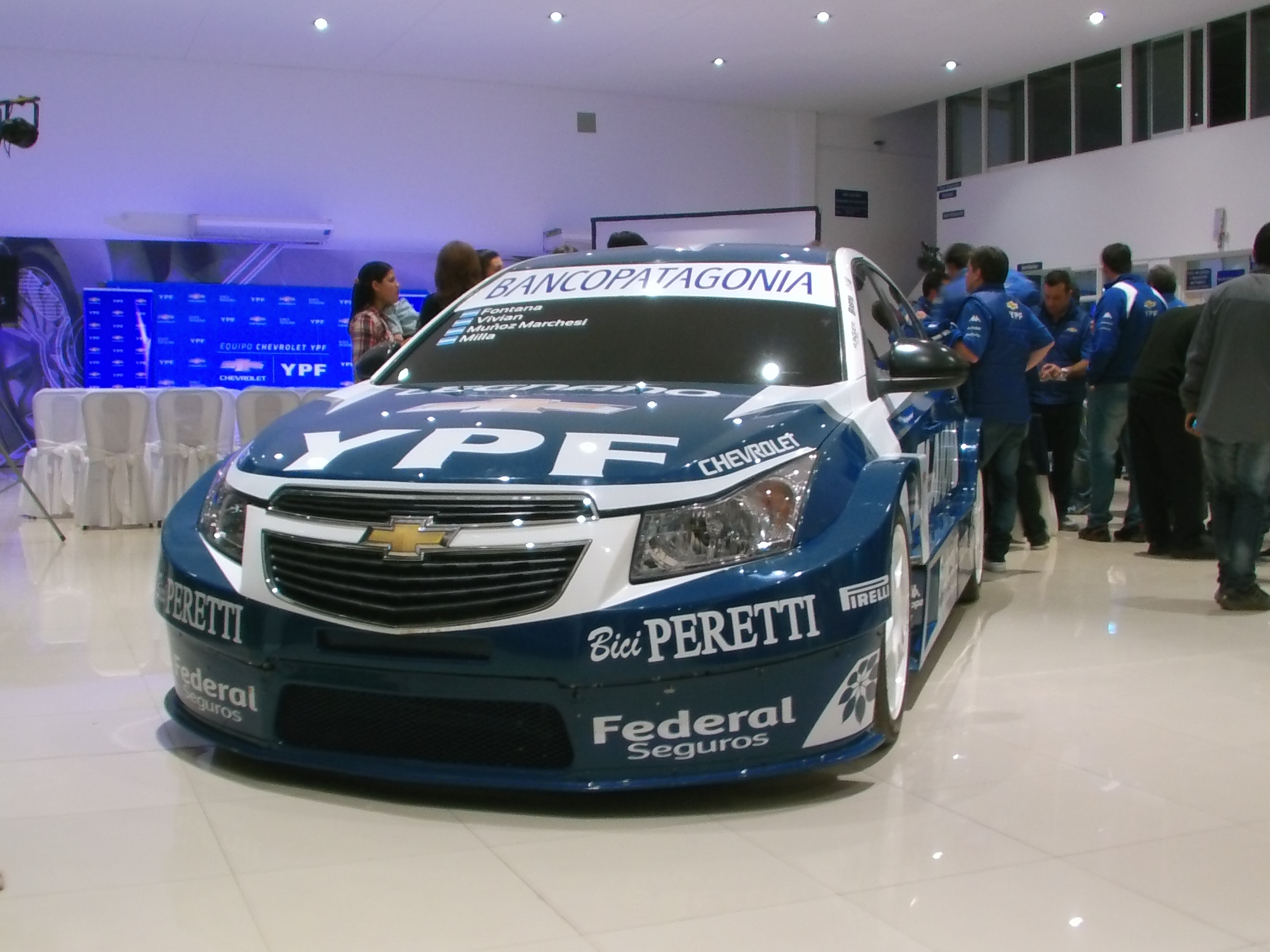
Chevrolet Cruze de Súper TC2000
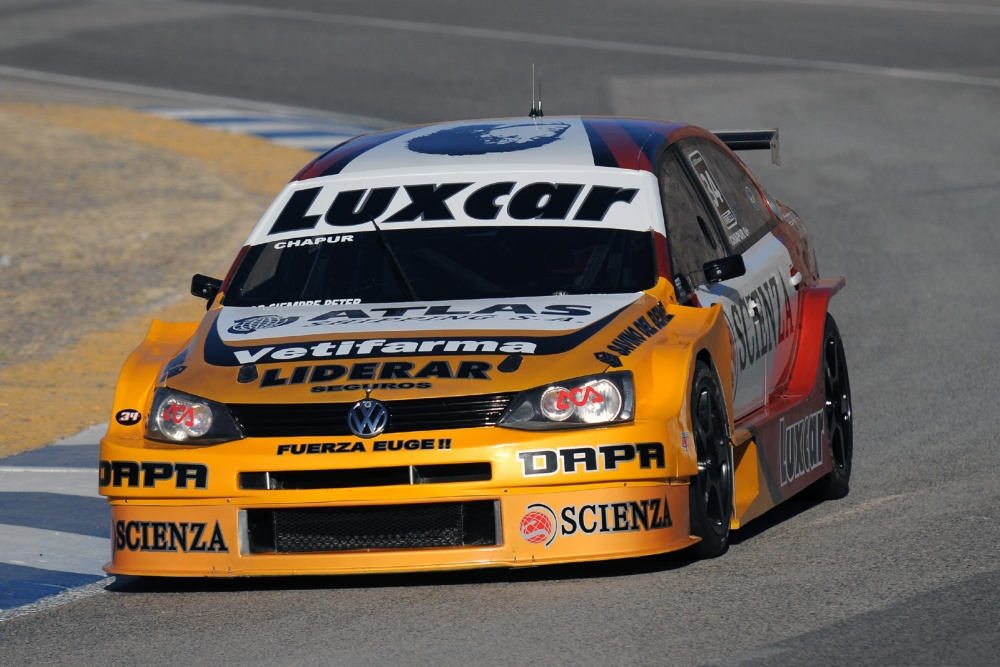
Volkswagen Vento de Súper TC2000
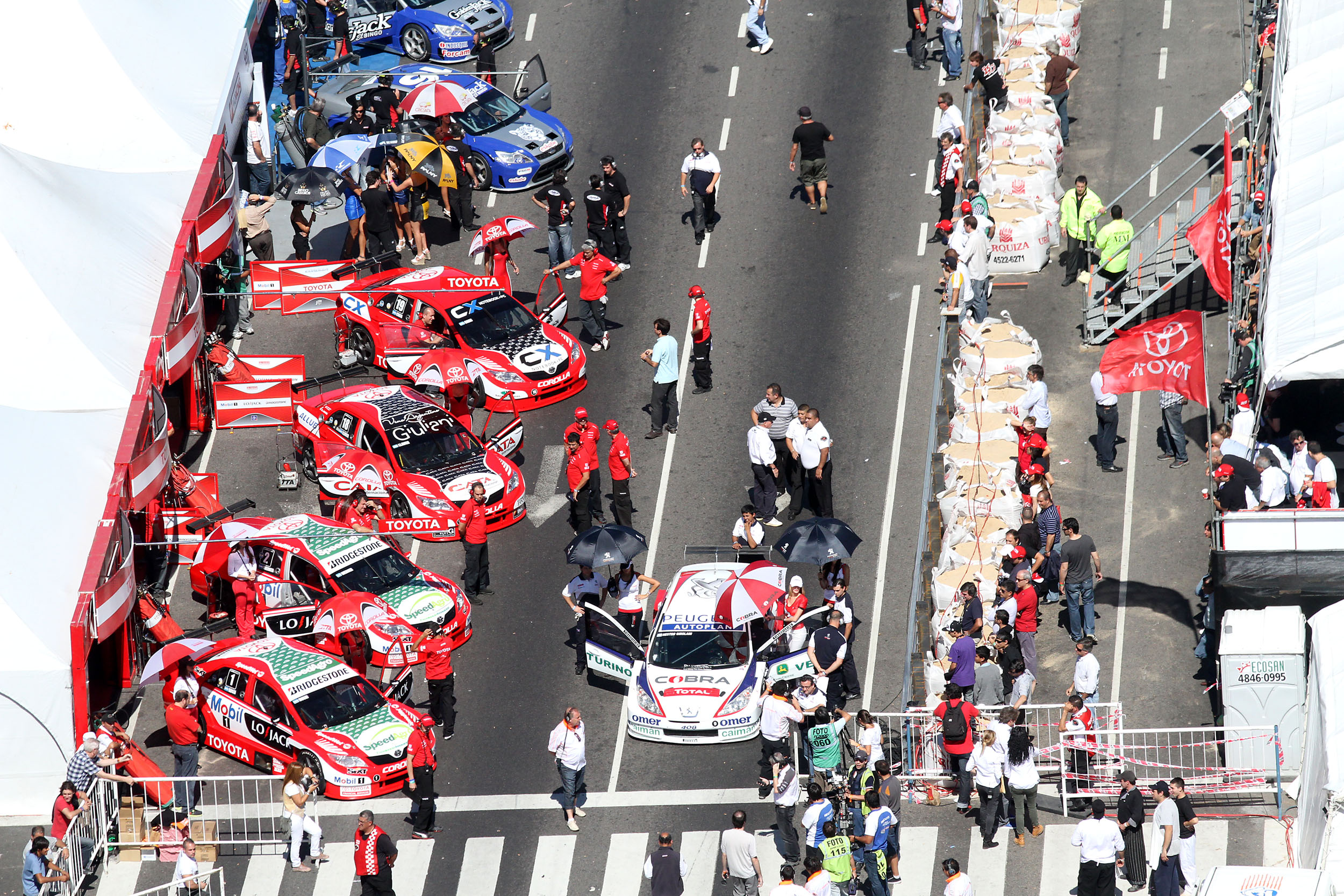
Carrera de Buenos Aires 2012
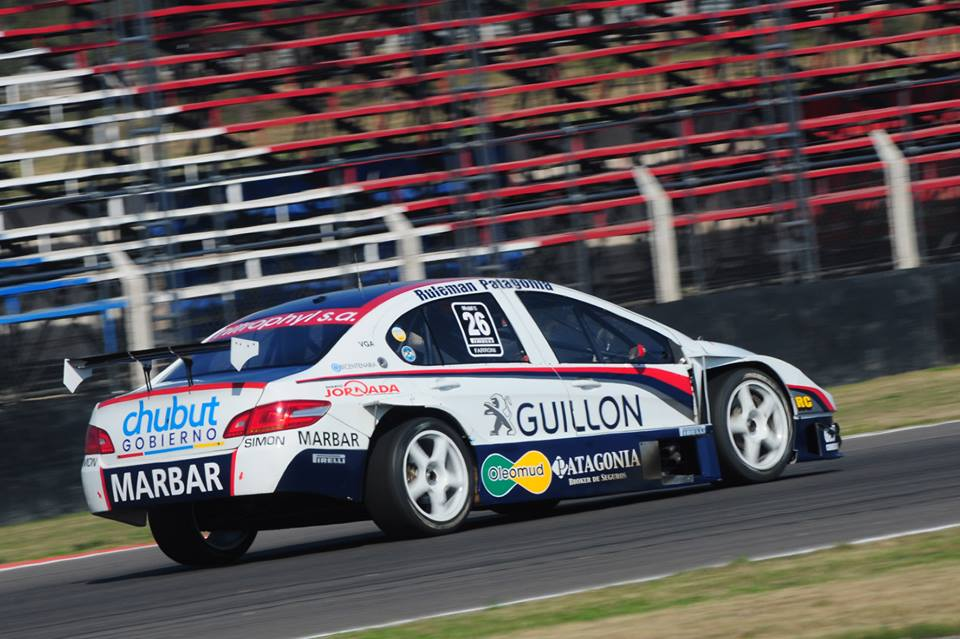
Peugeot 408 de Súper TC2000

## Circuitos
| - Alta Gracia (2012-2020) - Buenos Aires (autódromo) (2014, 2016-2020) - Buenos Aires (callejero) (2012-2013) - Centenario (2019) - Codegua (2014) - General Roca (2012, 2015-2017, 2019) - Junín (2013, 2015) - La Plata (estadio) (2013) - Oberá (2012, 2015-2018) - Paraná (2019-2020) - Potrero de los Funes (2012-2014, 2017-2018) - Rafaela (2012, 2014-2015, 2017-2018) - Resistencia (2014) | - Río Cuarto (2012, 2020) - Rosario (2012-2019) - Salta (2012, 2019) - San Juan (2012-2014, 2016-2019) - San Luis (2015) - San Martín, Mendoza (2012-2013, 2015-2019) - San Nicolás (2018-2019) - Santa Fe (2012-2018) - Termas de Río Hondo (2013-2018) - Trelew (2015) - Toay (2013-2016) - Viedma (2014) - Villicum (2019) |

## Campeones

### Pilotos
| Año  | Piloto           | Automóvil              | Equipo                          | Automóvil |
| ---- | ---------------- | ---------------------- | ------------------------------- | --------- |
| 2012 | José María López | Ford Focus II          | PSG-16 Team                     | Ford      |
| 2013 | Matías Rossi     | Toyota Corolla         | Toyota Team Argentina           | Toyota    |
| 2014 | Néstor Girolami  | Peugeot 408            | Peugeot Lo Jack Team            | Peugeot   |
| 2015 | Néstor Girolami  | Peugeot 408            | Team Peugeot Total Argentina    | Peugeot   |
| 2016 | Agustín Canapino | Chevrolet Cruze I y II | Equipo Chevrolet YPF            | Chevrolet |
| 2017 | Facundo Ardusso  | Renault Fluence        | Renault Sport                   | Renault   |
| 2018 | Facundo Ardusso  | Renault Fluence        | Renault Sport                   | Renault   |
| 2019 | Leonel Pernía    | Renault Fluence        | Renault Sport                   | Renault   |
| 2020 | Matías Rossi     | Toyota Corolla         | Toyota Gazoo Racing YPF Infinia | Toyota    |
| 2021 | Agustín Canapino | Chevrolet Cruze II     | Chevrolet YPF                   | Chevrolet |

### Equipos
| Año  | Equipo                          | Automóvil       |
| ---- | ------------------------------- | --------------- |
| 2012 | Toyota Team Argentina           | Toyota Corolla  |
| 2013 | Toyota Team Argentina           | Toyota Corolla  |
| 2014 | Peugeot Lo Jack Team            | Peugeot 408     |
| 2015 | Team Peugeot Total Argentina    | Peugeot 408     |
| 2016 | Renault Sport                   | Renault Fluence |
| 2017 | Renault Sport                   | Renault Fluence |
| 2018 | Renault Sport                   | Renault Fluence |
| 2019 | Renault Sport                   | Renault Fluence |
| 2020 | Toyota Gazoo Racing YPF Infinia | Toyota Corolla  |
| 2021 | Renault Castrol Team            | Renault Fluence |

### Marcas
| Año  | Marca     | Automóvil       |
| ---- | --------- | --------------- |
| 2012 | Ford      | Ford Focus      |
| 2013 | Toyota    | Toyota Corolla  |
| 2014 | Peugeot   | Peugeot 408     |
| 2015 | Peugeot   | Peugeot 408     |
| 2016 | Chevrolet | Chevrolet Cruze |
| 2017 | Renault   | Renault Fluence |
| 2018 | Renault   | Renault Fluence |
| 2019 | Renault   | Renault Fluence |
| 2020 | Toyota    | Toyota Corolla  |
| 2021 | Chevrolet | Chevrolet Cruze |

## Estadísticas

### Marcas por número de campeonatos
| N.º | Marca     | Títulos | Años             |
| --- | --------- | ------- | ---------------- |
| 1   | Renault   | 3       | 2017, 2018, 2019 |
| 2   | Peugeot   | 2       | 2014, 2015       |
| 2   | Toyota    | 2       | 2013, 2020       |
| 2   | Chevrolet | 2       | 2016, 2021       |
| 4   | Ford      | 1       | 2012             |

## Marcas y modelos
| Marca      | 2012    | 2013    | 2014    | 2015    | 2016    | 2017      | 2018      | 2019      | 2020      | 2021      |
| ---------- | ------- | ------- | ------- | ------- | ------- | --------- | --------- | --------- | --------- | --------- |
| Toyota     | Corolla | Corolla | Corolla | Corolla | Corolla | Corolla   | Corolla   | Corolla   | Corolla   | Corolla   |
| Chevrolet  | Cruze   | Cruze   | Cruze   | Cruze   | Cruze   | Cruze     | Cruze     | Cruze     | Cruze     | Cruze     |
| Renault    | Fluence | Fluence | Fluence | Fluence | Fluence | Fluence   | Fluence   | Fluence   | Fluence   | Fluence   |
| Peugeot    | 408     | 408     | 408     | 408     | 408     | 408       | 408       |           |           |           |
| Honda      | Civic   | Civic   |         |         |         |           | Civic     | Civic     | Civic     | Civic     |
| Fiat       | Linea   | Linea   | Linea   | Linea   | Linea   | Linea     |           | Tipo      | Cronos    |           |
| Citroën    |         |         |         |         |         | C4 Lounge | C4 Lounge | C4 Lounge | C4 Lounge | C4 Lounge |
| Ford       | Focus   | Focus   | Focus   | Focus   | Focus   | Focus     | Focus     |           |           |           |
| Volkswagen | Vento   | Vento   |         |         |         |           |           |           |           |           |